# Чеке, Адриенн
Адриенн Чеке (венг. Csőke Adrienn; род. 23 февраля 1973) — венгерская шахматистка, международный мастер среди женщин (1993).

## Биография
Адриенн Чеке многократно представляла Венгрию на юношеских чемпионатах Европы по шахматам и юношеских чемпионатов мира по шахматам в различных возрастных категориях. В 1991 году на девятом чемпионате мира по шахматам среди юниорок она заняла 5-e место. В 1993 году на одиннадцатом чемпионате мира по шахматам среди юниорок она заняла 6-e место. В 1993 году она участвовала в межзональном турнире по шахматам среди женщин в Джакарте, где заняла 24-е место. Представляла третью сборную Венгрии на командном чемпионате Европы по шахматам среди женщин в 1992 году.
В 1993 году она была удостоена ФИДЕ звания международного мастера среди женщин (WIM).

## Изменения рейтинга
| Графики недоступны из-за технических проблем. См. информацию на Фабрикаторе и на mediawiki.org. |